# 社旗县
]

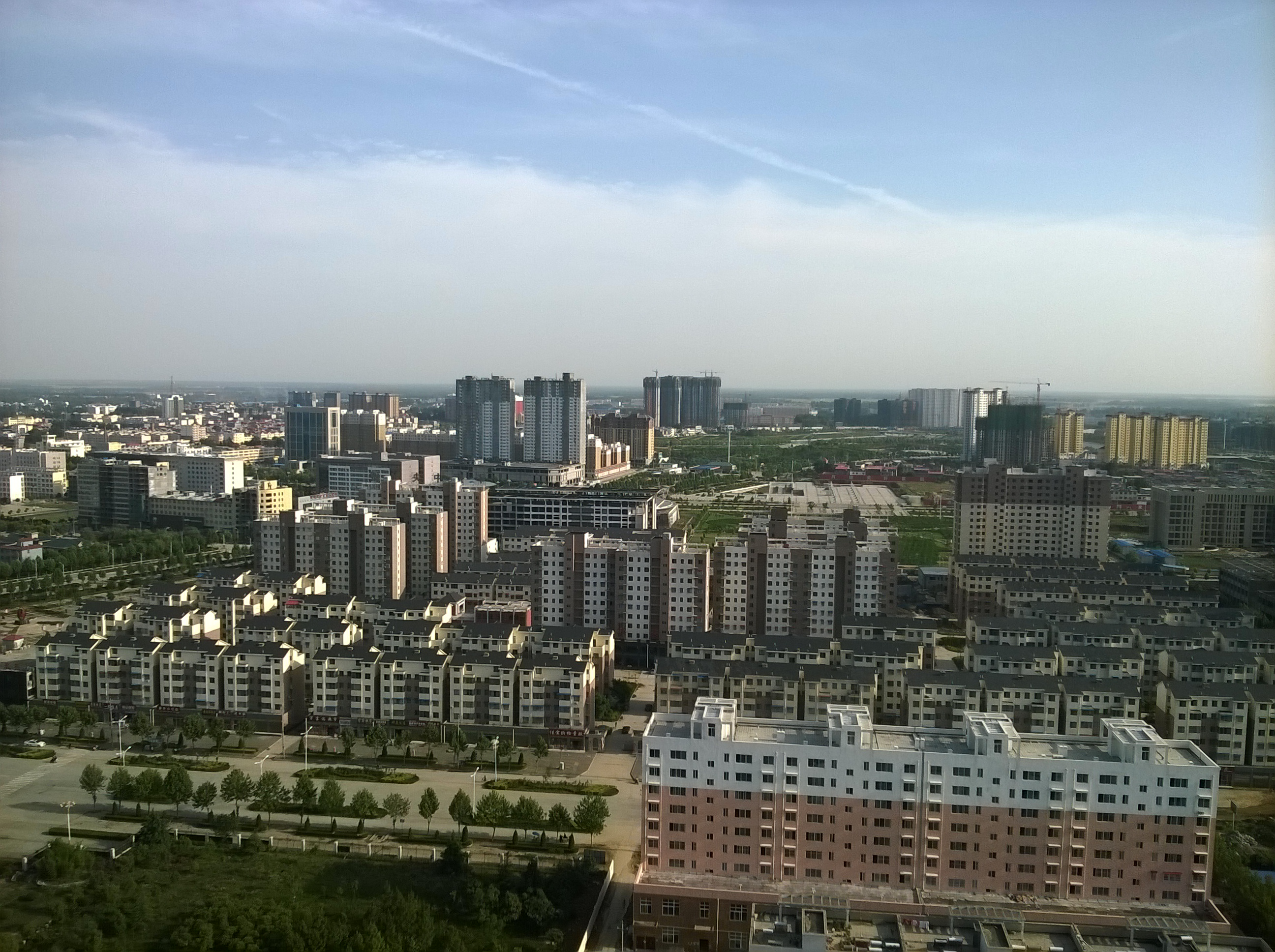
社旗县北部郊区[2014-5-11

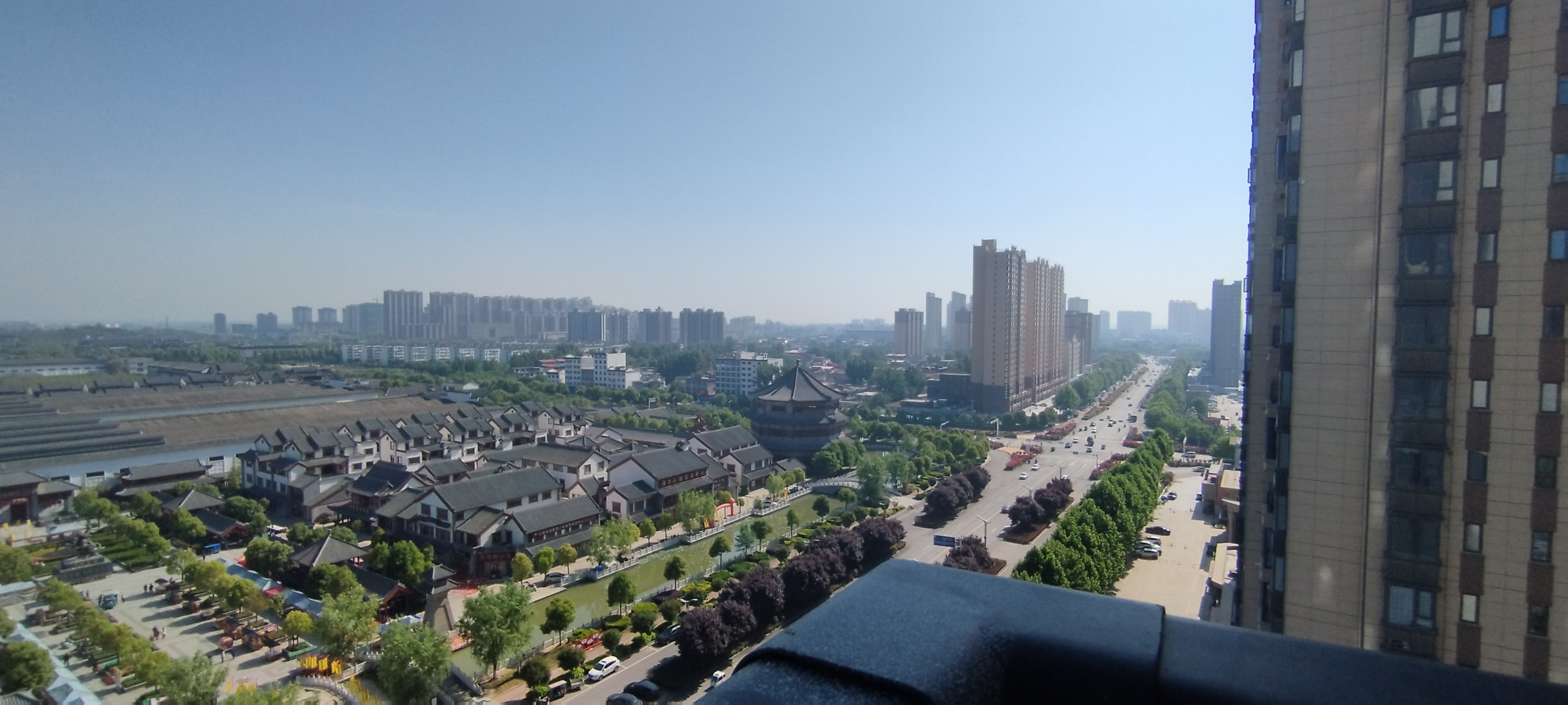
社旗酒香小镇以及社旗西部

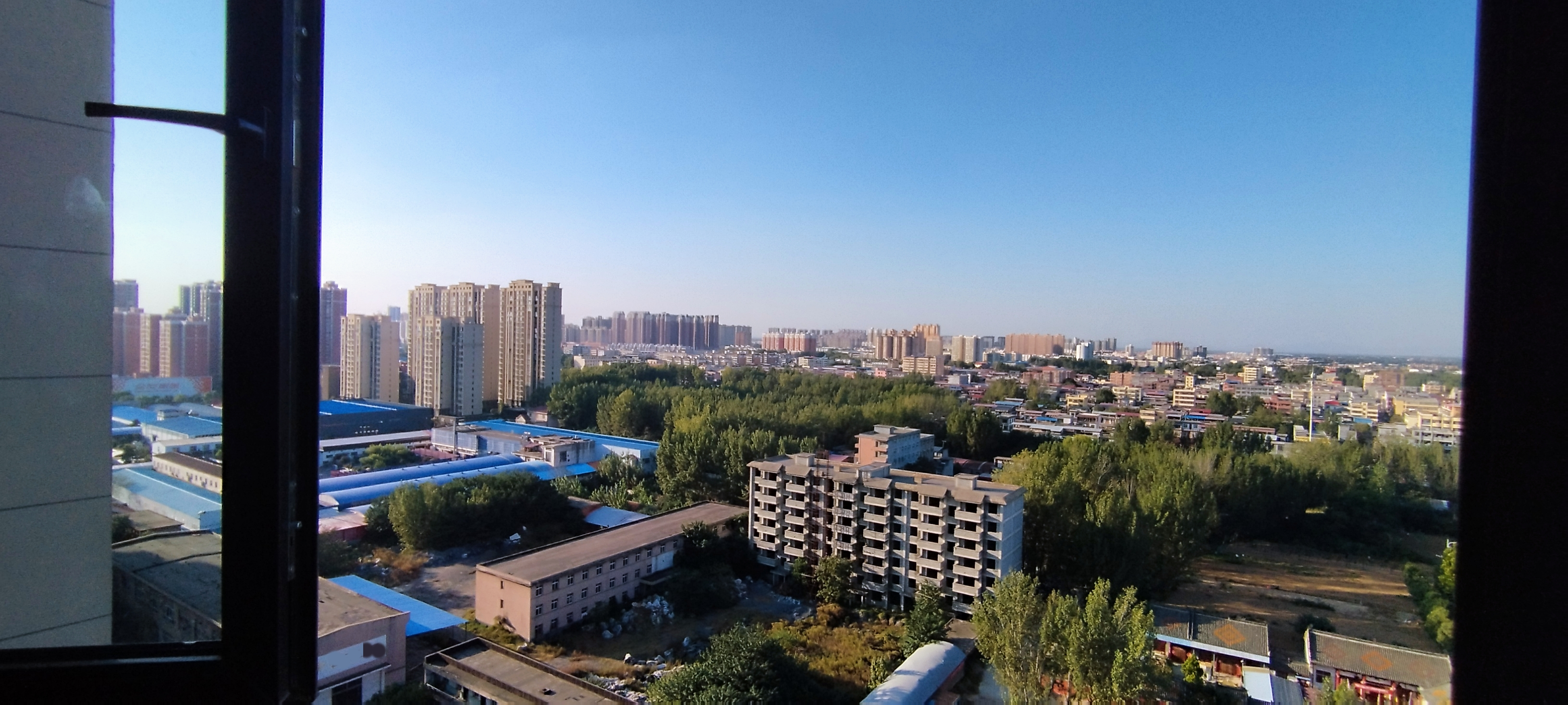
在社旗南部拍摄的社旗全貌

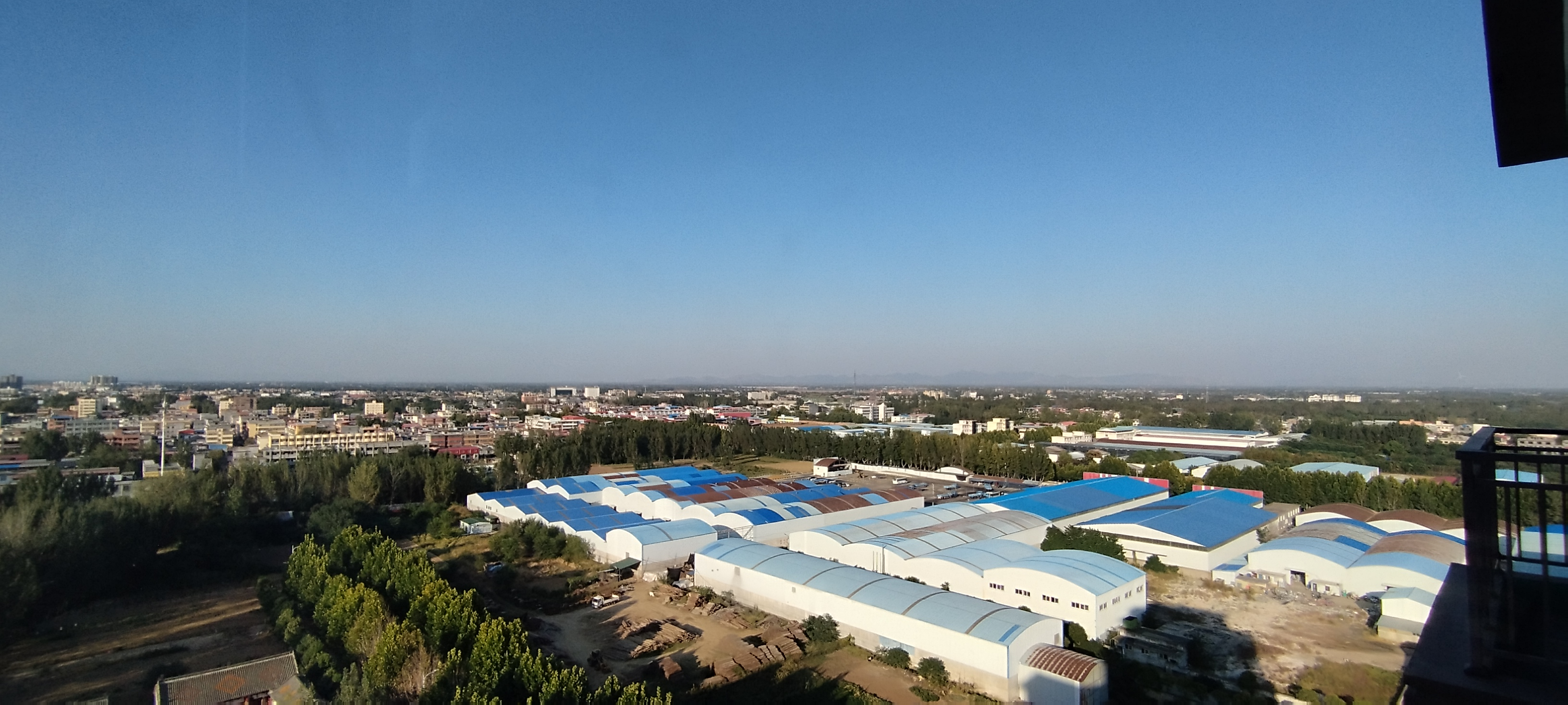
在南边拍摄的社旗东部

社旗县在中国河南省西南部、唐河上游，是南阳市下辖的一个县。社旗县位于南阳盆地东北部边缘，东与泌阳县接壤，西和宛城区毗连，北与方城县交界，南同唐河县为邻。南北长约38公里，东西宽约32公里，总面积1152.8平方公里，界长约202.5公里。全县有耕地121万亩，总人口約76万人，縣人民政府駐赊店镇西山貨街1號。

## 行政区划
社旗县下辖2个街道办事处、13个镇、1个乡：
赵河街道、潘河街道、赊店镇、桥头镇、饶良镇、兴隆镇、晋庄镇、李店镇、苗店镇、郝寨镇、朱集镇、下洼镇、太和镇、大冯营镇、陌陂镇和唐庄乡。

## 历史沿革
社旗县城所在的赊店镇，又称赊旗镇，因东汉时期刘秀举义兵赊旗而得名。社旗县辖区在商朝时为北襟鄫国地，西周时分属申、鄫、唐等诸侯国，战国时属韩国，汉朝时属南阳郡，处宛、比阳（今泌阳）、锗阳（今方城）、舞阳县毗连地区。晋朝时先属荆州南阳郡，后属雍州南阳郡和豫州。北朝西魏时属南阳郡和西郢州，北周时属南阳郡和淮州。隋朝时辖区绝大部分地区属淮安郡，开皇七年（587年）置饶良县（治饶良），大业二年（606年）废。唐朝时属唐州，五代十国时先后属唐州和泌州。北宋时属京西南路唐州（治今唐河县城），处在方城、泌阳、比阳等县毗连地区，有青台、许封等镇。金时属南京路唐州，东北部毗连许州舞阳县。元朝时属河南江北行省南阳府，处南阳、裕州（治今方城县城）、唐河边缘地区。明朝时仍属南阳府，处南阳、裕州、泌阳、唐县、舞阳5县交界地区。清朝时期，赊旗镇已发展成为“豫南巨镇”，号称72道街，人口达13万。
1947年10月至1949年4月，曾置解放区宛东县（县人民政府驻赊旗店）、唐北县（县人民政府驻太和寨）、泌北县（县人民政府驻酒店），分别归属南阳、唐河、方城、泌阳县。1949年中华人民共和国建立后至1965年10月，属南阳专区，由南阳、唐河、方城、泌阳4县分辖。1965年11月13日，国务院第159次全体会议批准设立社旗县，县域以南阳县（今南阳市）赊店镇为中心，包括原属唐河县、泌阳县、方城县等县的毗邻地区。周恩来亲自将县名由“赊旗”改为“社旗”，寓意“社会主义的一面旗帜”。

## 人口
根据社旗县人民政府数据，2023年末社旗县常住人口为54.72万人。

## 地理
社旗县境属垅岗平原向平缓平原过度地区，北部和东部有山脉，其中东部下洼乡辖区内与方城县交界处称之为大成山。全县最高海拔711米，最低海拔103米，一般海拔在130～170米之间。有14条岗，主要分布在社旗和南部。走向大都自北向南，呈土岗与平原交织，越往东岗越呈陡峻之势。整个岗地面积占全县总面积的55.42%；唐河沿岸，县城北部及西部为平原，占全县面积的39.35%；东北部与方城县、泌阳县交界的下洼镇北部为丘陵，占全县总面积的5.19%。
境内有赵河、潘河、桐河、掉枪河、珍珠河、毗河、饶良河、宴河、马河和沙河等大小河流13条，呈扇形半辐射状依势南流。赵河、潘河自北向南环绕县城，在城南交汇，称为唐河。唐河汇入汉江，最终汇入长江。

### 气候
社旗县境属亚热带大陆性季风气候，四季分明，冬夏长，春秋短。夏季炎热多雨，冬季寒冷，气温最低时略低于-5摄氏度，年平均气温约为14.9摄氏度，极端最低气温-19.3摄氏度，极端最高气温40.5摄氏度。县域光照充足，无霜期长，年平均无霜期226天，日照2031.3小时。年平均降水量804.2毫米，历年平均积雪深度60毫米。

## 经济

### 地区生产总值
2024年1-6月地区生产总值为106.32亿元。

### 农业
社旗县为全国重要的商品粮、优质绿豆生产基地。粮食作物有小麦、玉米、绿豆、黄豆、红薯等。经济作物有棉花、芝麻、花生、油菜、烟叶等。瓜果有西瓜、甜瓜、桃、梨、苹果、杏、梅登。蔬菜有萝卜、白菜、韭、蒜、藕等。养殖的主要畜禽有牛、马、驴、骡、猪、羊、鸡、兔。水产动物有鱼、鳖、虾、蟹等。多数农村耕地为一年耕种两次，冬小麦和秋苞谷（玉米），亦有农村地区种植花生，大豆，绿豆，高粱等农作物。而东部农村大面积种植梨树，当地所产梨多销往外地，部分流入本地市场。

### 工业
社旗县以食品产业、机械制造、电子信息为主导产业。社旗产业集聚区规划面积17.58平方公里，已建成11平方公里，入驻企业及项目136个，其中亿元以上项目35个。主要企业有赊店酒业等。

## 交通
商南高速从境内横穿而过，此外境内还有 234国道、 240省道和 333省道等公路干线。最近的机场为南阳姜营机场，距离县城约35千米。
郑渝高速铁路从县域西部的桥头镇穿过，但在境内并未设站。距离县城较近的高铁站为南阳东站和方城站。

## 旅游资源

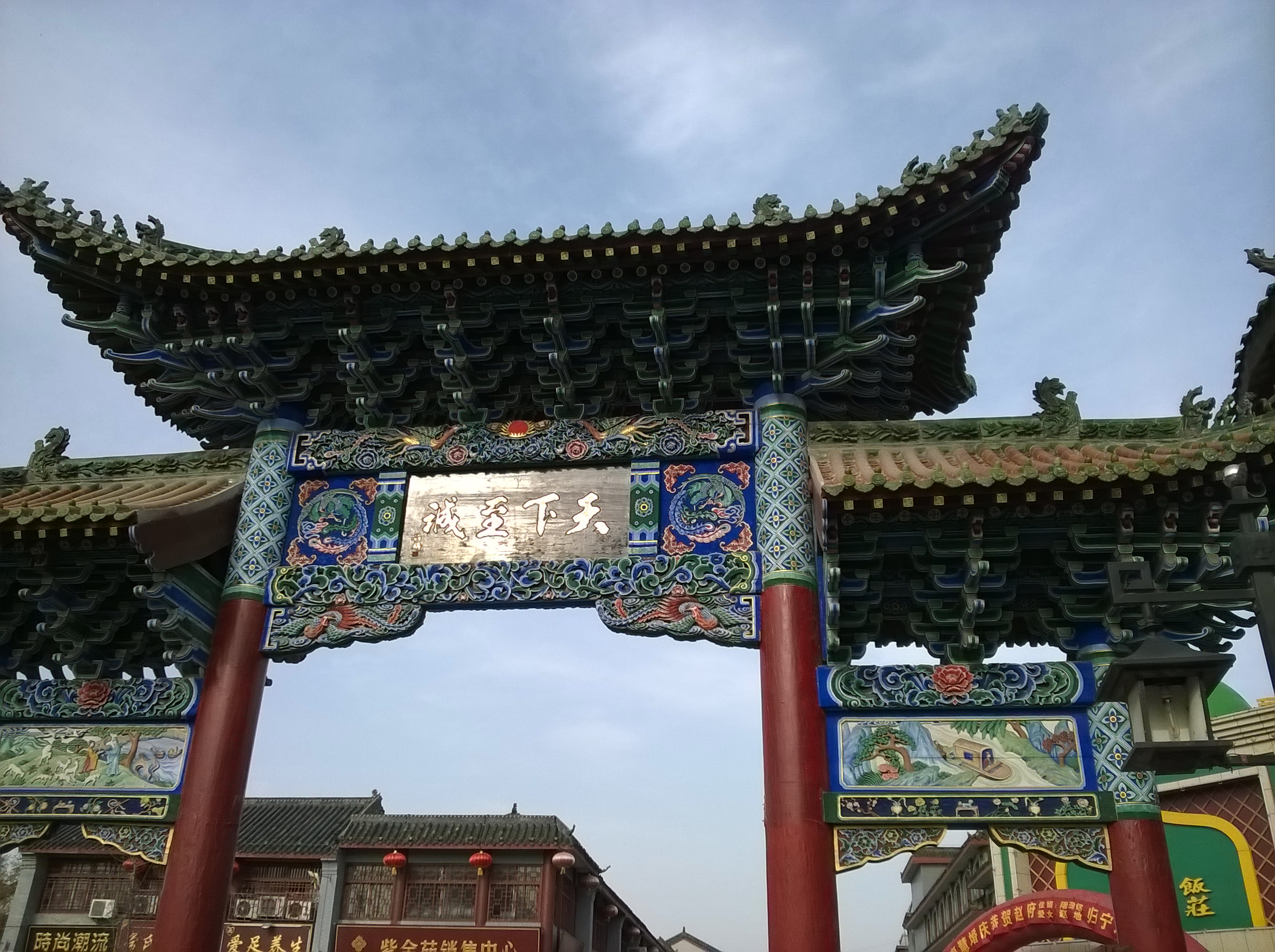
社旗山陕会馆附近的牌坊

社旗县拥有4A级旅游景区及全国重点文物保护单位社旗山陕会馆。社旗山陕会馆始建于清乾隆二十一年（即1756年），经嘉庆、道光、咸丰、同治、至光绪十八年（即1892年）竣工，耗时累计136年。山陕会馆在每月农历初一和十五两天免收门票，以方便香客许愿烧香拜关公。此外，境内还有重建或修复的古建筑，包括西侧城门，福建会馆，古码头遗址，广盛镖局和火神庙等。

## 休憩场所
主要有：赵河公园，赊店文化广场，体育广场，新天地广场，社旗县体育场（即社旗县第一高级中学运动场）。

## 传统和文化

### 历史
縣城所在赊店鎮是中國歷史上下稱四大商業重鎮之一。社旗县由赊旗出名，当年刘秀路过社旗古镇向刘记酒家赊旗一副，用酒旗招兵买马起义成功。社旗便得名赊旗，又名赊店，意为赊旗店，赊店老酒因此出名。现在市场上出售的赊店老酒为民营企业所产，亦有人说传承了古方，无明确资料可验证。赊店镇还是古代茶叶之路的水旱码头中转站，南方的茶叶由水路运至赊店，再由马车运至北方以及蒙古，俄国等地。

### 戏曲文艺
主要为河南梆子。

### 语言
属中原官话，是中原官话的一个分支，称为南阳话，词汇与其他地区的官话稍有区别。主要体现在词汇，语调略有不同，但社旗县居民绝大多数可以与说普通话的外地人正常交流。

### 宗教
社旗县有众多类型的宗教设施，如天主教堂，火神庙，基督教堂，清真寺，寺院等。主要宗教有佛教，基督教，道教，伊斯兰教等。

### 少数民族
主要为回族和蒙古族。县城内山陕会馆附近及其北侧为回民聚居区。以闪姓，巴姓为主。许多回民从事餐饮业，多集中在红旗路东段，山陕会馆附近。

## 饮食

### 主食
主食一般为面条，馒头，粥等，亦有以米为主食者。

### 小吃
其中具有当地特色的主要有菜合（半熟面皮包裹馅料烙熟），麻花，麻叶（油炸带有芝麻的面皮），浆面条，烩面，烙饼（通常很厚），锅盔馍（很厚，不放油在大锅中炕熟），锅贴馍（把馒头在锅中不放油炕焦一面），卤菜（多为猪肉，猪内脏，牛肉，牛内脏，鸡鸭肉，豆制品等），油茶（多为咸味，其中有花生碎，麻叶），豆腐脑(与其他地方不同，该地区的豆腐脑多为甜味，不放其他辅料)，油炸菜（如鱼块，莲藕，藕夹，胡萝卜条等）。

## 教育
社旗县有高级中学三个，分别是社旗县第一高级中学、社旗县第二高级中学和社旗县宛东实验学校。社旗县第一高级中学和社旗县第二高级中学为公立学校。县城内有公立初级中学两个，分别是社旗县第一初级中学（在当地被称作后河）社旗县第二初级中学（原镇中），小学六个，分别是第一，第二，第三，第六，第七，实验小学。义务教育阶段为就近或划片入学，高中则为凭分录取。

## 传媒
社旗电视台和社旗人民广播电台。

## 卫生
有社旗县第一人民医院，第二人民医院（公疗），第三人民医院（妇幼保健院），社旗县中医院，五官科门诊等医疗机构。还有社旗疾控中心，防疫站等单位。